# Tadeusz Koślacz
Tadeusz Koślacz (ur. 24 października 1913 w Skierniewicach, zm. 30 lipca 1989 w Warszawie) – polski rzemieślnik i działacz polityczny, poseł na Sejm PRL IV kadencji (1965–1969). 

## Życiorys
Syn Waleriana i Marii. W II RP pracował w zawodzie elektrotechnika, kształcąc się zaocznie w szkole zawodowej. W latach 1935–1937 służył w Wojsku Polskim, po czym objął kierownictwo Grupy Elektromechanicznej w Sarnach. W czasie II wojny światowej wykonywał zawód elektryka w Warszawie. Wziął udział w powstaniu warszawskim. 
Po krótkim pobycie w Krakowie w 1945 wyjechał na Pomorze Zachodnie, pracując przy uruchomieniu elektrowni, pomagał również organizować administrację państwową na tzw. Ziemiach Odzyskanych. Współorganizował Cech Rzemiosł Różnych w Drawsku Pomorskim oraz Izbę Rzemieślniczą w Szczecinie. W latach 40. prowadził własny warsztat w Pruszkowie, upaństwowiony w okresie walki z prywatną inicjatywą (ponownie otwarty w 1958). Działał w Cechu Rzemiosł Różnych w Pruszkowie oraz Izbie Rzemieślniczej w Warszawie. 
Należał w młodości do Polskiej Partii Socjalistycznej. W 1960 wstąpił do Stronnictwa Demokratycznego, z ramienia którego pełnił w latach 1965–1969 mandat posła na Sejm PRL z okręgu Pruszków. Zasiadał w Komisji Przemysłu Lekkiego, Rzemiosła i Spółdzielczości Pracy. Był członkiem Powiatowego Komitetu SD w Pruszkowie (od 1964, w tym w latach 1967–1969 jego prezydium), Wojewódzkiego Komitetu partii w Warszawie (1967–1975) i Komitetu Miejskiego SD w Pruszkowie (od 1977). W 1980 został przewodniczącym Koła Rzemieślniczego SD w Pruszkowie. Pochowany na cmentarzu Bródnowskim w Warszawie (kwatera 34E-6-27).